# Grand Prix Formule 1 van China
De Grand Prix van China is onderdeel van de Formule 1-kampioenschap en wordt sinds 2004 jaarlijks gehouden op het Shanghai International Circuit in Shanghai. In 2020, 2021, 2022 en 2023 kon deze Grand Prix niet worden verreden vanwege de coronapandemie die in 2020 uitbrak. De Grand Prix werd in het jaar 2021 vervangen door de Grand Prix van Emilia-Romagna in Imola toen bleek dat voor het tweede jaar op rij de race niet door kon gaan. 
In 2024 kwam deze Grand Prix terug op de kalender en reed er voor het eerst een Chinese coureur (Zhou Guanyu) een Formule 1-race in eigen land. In 2025 staat de Grand Prix opnieuw op de kalender, ditmaal als tweede ronde van het seizoen, van 21 tot 23 maart. In 2025 zal de race tevens deel uitmaken van het sprintraceformat, waardoor er op zaterdag een aparte sprintrace verreden wordt.
In december 2024 werd bekendgemaakt dat de Grand Prix van China minstens tot 2030 op de Formule 1-kalender blijft staan, na een vernieuwde overeenkomst tussen de raceorganisatoren en de Formule 1-directie.
Lewis Hamilton is met zes overwinningen recordhouder van de Grand Prix van China.

## Winnaars van de Grands Prix
| Jaar        | Coureur                                        | Constructeur                                   | Locatie                                        | Verslag                                        |
| ----------- | ---------------------------------------------- | ---------------------------------------------- | ---------------------------------------------- | ---------------------------------------------- |
| 2025        | Oscar Piastri                                  | McLaren-Mercedes                               | Shanghai                                       | Verslag                                        |
| 2024        | Max Verstappen                                 | Red Bull Racing-Honda RBPT                     | Shanghai                                       | Verslag                                        |
| 2023 - 2020 | Grand Prix afgelast vanwege de coronapandemie. | Grand Prix afgelast vanwege de coronapandemie. | Grand Prix afgelast vanwege de coronapandemie. | Grand Prix afgelast vanwege de coronapandemie. |
| 2019        | Lewis Hamilton                                 | Mercedes                                       | Shanghai                                       | Verslag                                        |
| 2018        | Daniel Ricciardo                               | Red Bull-TAG Heuer                             | Shanghai                                       | Verslag                                        |
| 2017        | Lewis Hamilton                                 | Mercedes                                       | Shanghai                                       | Verslag                                        |
| 2016        | Nico Rosberg                                   | Mercedes                                       | Shanghai                                       | Verslag                                        |
| 2015        | Lewis Hamilton                                 | Mercedes                                       | Shanghai                                       | Verslag                                        |
| 2014        | Lewis Hamilton                                 | Mercedes                                       | Shanghai                                       | Verslag                                        |
| 2013        | Fernando Alonso                                | Ferrari                                        | Shanghai                                       | Verslag                                        |
| 2012        | Nico Rosberg                                   | Mercedes                                       | Shanghai                                       | Verslag                                        |
| 2011        | Lewis Hamilton                                 | McLaren-Mercedes                               | Shanghai                                       | Verslag                                        |
| 2010        | Jenson Button                                  | McLaren-Mercedes                               | Shanghai                                       | Verslag                                        |
| 2009        | Sebastian Vettel                               | Red Bull-Renault                               | Shanghai                                       | Verslag                                        |
| 2008        | Lewis Hamilton                                 | McLaren-Mercedes                               | Shanghai                                       | Verslag                                        |
| 2007        | Kimi Räikkönen                                 | Ferrari                                        | Shanghai                                       | Verslag                                        |
| 2006        | Michael Schumacher                             | Ferrari                                        | Shanghai                                       | Verslag                                        |
| 2005        | Fernando Alonso                                | Renault                                        | Shanghai                                       | Verslag                                        |
| 2004        | Rubens Barrichello                             | Ferrari                                        | Shanghai                                       | Verslag                                        |

## Winnaars van de Sprint
| Jaar | Coureur        | Constructeur               | Locatie  | Verslag |
| ---- | -------------- | -------------------------- | -------- | ------- |
| 2025 | Lewis Hamilton | Ferrari                    | Shanghai | Verslag |
| 2024 | Max Verstappen | Red Bull Racing-Honda RBPT | Shanghai | Verslag |

2004 · 2005 · 2006 · 2007 · 2008 · 2009 · 2010 · 2011 · 2012 · 2013 · 2014 · 2015 · 2016 · 2017 · 2018 · 2019 · 2024 · 2025